# Arcyptera mariae
Arcyptera mariae är en insektsart som beskrevs av Navás 1908. Arcyptera mariae ingår i släktet Arcyptera och familjen gräshoppor. Inga underarter finns listade i Catalogue of Life.